# Дегелен
Дегелен — низкогорный массив на территории, административно относящейся к городу Курчатову (Семипалатинский ядерный полигон) Абайской области. Расположен в восточной части Казахского мелкосопочника. Высота нескольких вершин превышает 1000 метров. Склоны покрыты степной растительностью. По долинам рек — заросли кустарников.

## Ядерные испытания в штольнях
В горах Дегелен до 1991 года располагалась испытательная площадка «Д» Семипалатинского ядерного полигона. Всего в период с 1961 по 1989 год в горах Дегелен было проведено 215 ядерных взрывов, все в горизонтальных штольнях, пройденных в гранитных массивах. Семипалатинский полигон был официально закрыт 29 августа 1991 года, но в горах Дегелен последний установленный ядерный заряд был уничтожен только 31 мая 1995 года.

## Проникновение в котловые полости ядерных взрывов
В 1990-х годах в горах Дегелен исследователи неоднократно проникали в котловые полости, образовавшиеся после подземных ядерных испытаний. Описаны сферическая форма полостей диаметром в несколько десятков метров, характерный столб обрушения горных пород и линза расплава на дне полости. Отмечена повышенная температура воздуха в котловой полости спустя десятилетия после испытаний. Последний поход человека в полость ядерного взрыва на Семипалатинском полигоне состоялся 9 октября 1997 года в штольню № 190, двойное ядерное испытание в которой было проведено 15 апреля 1984 года.C 1996 по 1998 годы на площадке «Дегелен» были проведены работы по закрытию всех штолен с целью исключения возможности их повторного использования для ядерных испытаний. Эти работы выполнялись в рамках Соглашения между Министерством обороны США и Министерством энергетики и минеральных ресурсов Республики Казахстан относительно ликвидации инфраструктуры испытаний ядерного оружия.